# Třmen
Třmen je rám pro nohu jezdce, připojený popruhy k sedlu a zvyšující stabilitu jezdce v sedle.

## Historie třmenů

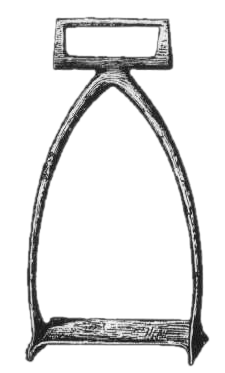
Historický třmen ze Švédska z období 550-793 n. l.

Vynález třmenu byl jedním z milníků historie. První postroje podobné třmenu pocházejí z Indie ve druhém století před naším letopočtem. Byl to jen jednoduchý kožený pásek, do kterého se umisťovala špička nohy jezdce. Vynálezci moderního třmenu jsou patrně kočovné kmeny v severní Číně, ale první spolehlivý důkaz pochází z Číny z hrobky z období Ťin, datovanou asi 302 n. l. Jedná se o keramiku s vyobrazením jezdce se třmeny nalezenou v hrobě v Čchang-ša.
Do roku 477 dosáhlo používání třmenů rozšíření po celé Číně a odtud se pak začalo šířit do Evropy.
Přenos třmenů na západ byl zprostředkován migrací kmene známého v Evropě pod názvem Avaři. Asi v polovině šestého století byli vyhnáni z původních sídel a začali migrovat směrem na západ. Avaři představovali vážné ohrožení Byzantské říše. Jejich jízda byla díky používání třmenů velmi efektivní. V reakci na toto ohrožení vydal roku 580 n. l. císař Flavius Mauricius Tiberius vojenský manuál Strategikon (Taktika) s popisem jízdní techniky, kde se o nutnosti používat třmeny výslovně zmiňuje. Je to první zmínka o třmenech v evropské literatuře.
Dobře dochovaný nález moderních třmenů pochází z pohřbu avarského bojovníka ze 7. - 8. století z Holiar na Slovensku. Po pravé straně pochovaného bojovníka byl jeho kůň s udidly a třmeny.
Použití třmenů je doloženo u Vikingů a Langobardů, ale konvenční evropské armády toto vybavení nepřijaly dříve než v raném středověku. Možným důvodem byl nedostatek metalurgických znalostí. Třmeny se musely dlouhou dobu vyrábět pracnou technikou tepání železa, než se technologie lití zlepšila natolik, aby bylo možné zahájit masovou výrobu třmenů touto levnou cestou.